# Vladicsa
Vladicsa (más néven Ladács, szlovákul: Vladiča, ukránul: Vladics) község Szlovákiában, az Eperjesi kerületben, a Sztropkói járásban. Alsóladács, Derencs, Felsőladács és Szárazhegy közös közigazgatási egysége.

## Fekvése
Sztropkótól 16 km-re északkeletre, az Ondavai-dombságban fekszik.

## Története
A település 1965-ben jött létre, amikor Alsóladácsot és Felsőladácsot egyesítették Vladicsa néven. Az így létrejött településhez még ugyanekkor hozzácsatolták Derencset és Szárazhegyet is.

## Népessége
| Év:            | 1994. | 2004.    | 2014.    | 2024.   |
| -------------- | ----- | -------- | -------- | ------- |
| Emberek száma: | 114   | 72       | 57       | 59      |
| Eltérés:       |       | -36,84 % | -20,83 % | +3,50 % |

| Év:            | 2023. | 2024.   |
| -------------- | ----- | ------- |
| Emberek száma: | 61    | 59      |
| Eltérés:       |       | -3,27 % |

- 1970-ben 464 lakosa volt.
- 2001-ben 75 lakosából 40 ruszin és 26 szlovák volt.
- 2011-ben 65 lakosából 32 szlovák és 25 ruszin.

## Nevezetességei
- Alsóladács görögkatolikus temploma.
- Felsőladács Szent Miklós püspök tiszteletére szentelt, görögkatolikus temploma 1838-ban épült barokk-klasszicista stílusban.
- Derencs görögkatolikus temploma 1819-ben épült.
- Szárazhegy görögkatolikus temploma 1886-ban épült.

## Lásd még
- Alsóladács
- Felsőladács
- Derencs
- Szárazhegy